# Anker Kihle
Anker Kihle (19 aprile 1917 – 1º febbraio 2000) è stato un calciatore norvegese, di ruolo portiere.

## Carriera

### Club
Kihle giocò con la maglia dello Storm.

### Nazionale
Disputò 2 incontri per la Norvegia, partecipando anche al campionato del mondo 1938. Esordì il 14 giugno 1939, nel successo per 0-1 sulla Svezia, a Copenaghen.